# Danmarks Socialistiske Befrielseshær
En aldrig optrevlet gruppe, der kaldte sig Danmarks Socialistiske Befrielseshær, forkortet DSB, påtog sig ansvaret for nogle benzinbombeangreb i Århus i 1980.
Tidligere kriminalinspektør Jørn Moos har i sin bog fra 2009 om Blekingegadebanden fremsat en teori om forbindelse imellem disse to grupper, og påstår at der kunne være forbindelse til lignende grupper i Vesttyskland som RAF, som Moos påstår personer i Århus havde kontakt med på dette tidspunkt, denne teori bygger på at flere af gruppens medlemmer angiveligt skulle have opholdt sig i Århus flere gange i perioden eller haft fast bopæl, og at flere spor angiveligt skulle pege i retningen af gruppen står bag blandt andet kidnapning, brandattentater og røveri i de tidlige 1980'ere. Denne teori er ikke bekræftet af medlemmerne i Blekingegadebanden selv.